# Беклемішевська вежа
55°44′59″ пн. ш. 37°37′24″ сх. д. / 55.749742° пн. ш. 37.623239° сх. д.
Беклемішевська вежа (рос. Беклемишевская башня, Москворецкая) — наріжна вежа муру Московського Кремля. Розташована у південно-східному куті кремлівського трикутника, між Константино-Єленінською і Петрівською вежами. На думку частини російських дослідників, обудована в 1488 році італійським архітектором Марком Фрязіним. Інші вважають, що це було пізніше, окрім того, її пере- та добудовували. Назва походить від імені боярина Івана Беклемішева, чий двір знаходився всередині Кремля і примикав до вежі. Її також називають Москворіцька через близькість до Москви-ріки і Великого Москворіцького мосту.

## Опис
Вежа круглої форми має чотири яруси. Три — круглих склепінних приміщення, а на верхньому розташовані бойовий майданчик і збережені машикулі, через які стріляли по атакуючих у разі облоги. У циліндрі прорізані вузькі, рідко розташовані вікна. Парапет бойового майданчику прикрашено поясом з ширинок. Вежу увінчує восьмерик з двома рядами слухових вікон і високим вузьким шатром, на вершині якого розміщений декоративний позолочений прапорець. Цоколь виконано з білого каменю і прикрашено напівкруглим валиком. Прохід біля зубців муру веде на другий поверх, круті та вузькі сходи — на наступний ярус вежі і на більш піднесену частину східного муру Кремля. Нижня частина з кладкою XV століття добре збереглася, верхня вивітрилася, і на ній утворилися вибоїни.

## Історія

### Будівництво
У 1467 році за Івана III було вирішено побудувати новий оборонний комплекс на місці Білокам'яного Кремля Дмитра Донського. Будівництво розпочали з південного боку, що виходить на Москву-річку. У березні 1487 року італійський архітектор Марк Фрязін спроектував другу з кутових веж південної стіни Кремля — Беклемішевську. Існує припущення, що добудовував її П'єтро Антоніо Соларі, який побудував шість інших веж. Башту звели поруч із гирлом річки Неглинної, на тому самому місці, де раніше стояла кутова вежа часів князя Дмитра Донського. Будівництво закінчили у 1488 році.
Башту збудували круглою через можливу двосторонню атаку. Вона посилювала оборону південної стіни та прикривала підступи до східної стіни та Фролівських (Спасських) воріт, захищала брід і переправу через Москву-річку. Для посилення фланкуючого бою майже весь периметр круглої основи башти було винесено за стіни. Цей кут Кремля вважався настільки схильним до небезпеки, що відстань між Петровською та Москворецькою вежами була меншою, ніж між іншими.
Верхня її частина була ширша за нижню і мала бійниці навісного бою, які називалися машикулями. Через них можна було стріляти по ворогові, що проривався до підніжжя веж. Окрім пристосувань для ведення верхнього, середнього та підошовного бою Марко Фрязін забезпечив Беклемішевську вежу підземними акустичними камерами, в яких прослуховували, чи не веде супротивник підкоп. Історик Ігнатій Стеллецький вважав, що крім колодязя та слухової галереї у ній існував ще й таємний підземний хід, що веде до Москви-ріки. Як і стіни Кремля, вежа завершувалася дерев'яним скатним дахом.
За словами архітектора-реставратора Олексія Воробйова, спочатку вежу звели на десять метрів нижче. Надбудували її, коли до неї підійшов східний мур. Про це свідчить слід старої кладки на тілі вежі.

### XVI століття
Башту використовували не лише для оборони, а й як в'язницю. У XV столітті тут був ув'язнений венеціанський посол, який мав намір без дозволу проїхати через Москву до золотоординського хана. У вежі також допитували державних злочинців та бунтівних бояр. Самого боярина Беклемішева князь Василь III тримав у вежі за «зверхність».
Після страти боярина Беклемишева 1525 року вежу та її обійстя перетворили на государеву в'язницю. Її продовжували використовувати як місце тортур та ув'язнення в'язнів. 1537-го у в'язницю посадили дружину князя Андрія Старицького з її малолітнім сином Володимиром. Бояр князя заарештували і теж уклали «в накутній Беклемішевській стрільниці». За свідченням істориків, трупи людей, які зазнали тортур, лежали біля рову, між Неглинкою та Москвою-річкою.
В 1538 до кутових веж Кремля прибудували Китайгородську стіну для оборони від кримсько-ногайських набігів.

### XVII—XVIII століття
Беклемішевська вежа — єдина вежа Кремля, яка не зазнавала капітального ремонту. У описі 1646 року немає пошкоджень, а аналогічних документах 1667 року прописано лише застарілість дерев'яних частин: "Кругла глуха вежа Свірлова, наугольная. На ній склепіння верх кам'яної; зубці цілі; покрівлі у чотирьох місцях обірвано вітром. З верхнього склепіння на середнє склепіння сходи сходи круглі, кам'яні, а на сходах багато цегли вивалилося. З середнього склепіння третій схід сходи дерев'яні та міст міцний; четвертий міст, що ходять з хрести, з Китай-міста, дерев'яні поручні в вежі, а в вежі міст дерев'яний згнив. Щоб міст намостити новий: оскільки тим мостом бувають ходи з хрести і державне наступ. А покрівля на тій вежі ціла.
У 1680 році над основним циліндром Беклемішевської вежі був надбудований восьмерик без внутрішніх перекриттів із вузьким високим наметом, із позолоченим флюгером та двома рядами слухових вікон. Перебудова вежі мала показати зростання могутності Російської держави і прикрасити Москву. Завдяки шатровому завершенню вежа набула струнких архітектурних форм і втратила свою фортечну суворість. Черепичні намети з дозорними вежами давали хороший огляд околиць і можливість своєчасно попереджати про пожежі, характерні для дерев'яної Москви.
У 1707 року за Петра I, очікував нападу шведів на Москву, Беклемишевская та інші вежі, були переобладнані для оборони проти можливих атак. Біля підніжжя веж насипали земляні вали та збудували бастіони. На Москворіцькій були розтесані бійниці для встановлення більш потужних гармат. Однак зведені укріплення не знадобилися через переведення в 1713 столиці в Петербург і перемоги Петра I над шведами. Проте земляні насипи були залишені. Поступово обсипаючись, вони проіснували понад сто років.

### XIX—XX століття
За словами історика Олексія Малиновського, при навали військ Наполеона в 1812 році вежа була підірвана і зруйнована вщент, після повернення Москви на її місці була споруджена нова вежа. Проте більшість дослідників, зокрема Бартенєв С. П., вважають, що початкову вежу зірвалася французам зруйнувати під час відступу. Після закінчення Вітчизняної війни розпочалося відновлення стін та веж Кремля. Планували демонтувати всі стіни Китай-міста, але обмежилися лише розбиранням частини стіни, що примикає до Беклемішівської вежі. В 1849 Москворіцької вежі повернули її вигляд до переобладнання Петром I.
У 1858 році було проведено часткову реставрацію вежі.
Восени 1917 року під час Жовтневої революції та обстрілу Кремля з важкої артилерії постраждали багато кремлівських пам'яток: собори, храми, деякі вежі, в тому числі і Беклемішевська. Зі спогадів учасника обстрілу Кремля: Юнкера обстрілювали позиції робітників із кулеметів, встановлених на Беклемішевській вежі. Тоді я не знав назви башти. Вона, як і весь Кремль, чудово проглядалася з нашої позиції. Я дав команду: «По кутовій вежі біля Москворецького мосту — вогонь!»
Невдовзі за вказівкою Володимира Леніна розпочали відновлення веж. До 1920 року було відтворено збитий намет під керівництвом архітекторів Івана Рильського, Іллі Бондаренко, Миколи Марковникова. Черепицю для реставрації виготовили за давніми зразками. Точних розмірів не було, тому відновлювали вежу за фотографіями, що збереглися.
У січні 1946 року Раднарком СРСР затвердив ухвалу «Про ремонт веж і стін Московського Кремля». В результаті реставрації 1949-го зробили косметичний ремонт цегляних елементів вежі, очистили черепичну покрівлю та залізні покриття наметів. Також відновили щілиноподібні бійниці і полагодили застаріле цегляне облицювання. 1973 року на Беклекмішевській вежі черепичне покриття наметів замінили листовою міддю, виготовленою у вигляді черепиці.

### Сучасність
У 2012 році поряд із Москворіцькою вежею встановили велопарковку. У 2013 поряд з нею розташувався вертолітний майданчик Московського Кремля. 2016-го в рамках реконструкції Кремлівської набережної біля вежі зробили додатковий пішохідний перехід зі світлофором.